# Flexbourg
Flexbourg è un comune francese di 483 abitanti situato nel dipartimento del Basso Reno nella regione del Grand Est.

## Società

### Evoluzione demografica
Abitanti censiti